# Hanawon
El Centro de Apoyo al Asentamiento para Refugiados de Corea del Norte (Hangul: 북한이탈주민정착지원사무소), comúnmente conocido como Hanawon (Hangul: 하나원; "Casa de Unidad"), es el nombre de los centros para la reeducación de los desertores norcoreanos. La estancia de tres meses en esta instalación es obligatoria para todos los norcoreanos que llegan al sur.

## Operaciones
En Hanawon, el plan de estudios de capacitación de tres meses se centra en tres objetivos principales: aliviar la ansiedad socioeconómica y psicológica de los desertores norcoreanos; superar las barreras de la heterogeneidad cultural; y ofrecer formación práctica para ganarse la vida en el Sur. Los refugiados vuelven a aprender la historia de la península, es decir, que el Norte inició la Guerra de Corea, y toman clases sobre derechos humanos y la mecánica de la democracia. Se les enseña educación sexual y aprenden a usar un cajero automático, pagar una factura de electricidad, conducir un automóvil, leer el alfabeto latino y hablar el dialecto surcoreano. Se los lleva a excursiones para comprar ropa y cortarse el pelo.